# 2020년 하계 올림픽 골프
제32회 하계 올림픽 골프 경기는 일본 사이타마현 가스미가세키 컨트리 클럽에서 2021년 7월 29일부터 8월 4일까지 열렸다. 남녀 종합 1종목씩 총 2개 세부종목으로 치러졌다.

## 예선
이번 대회에서는 남녀 종목당 60명의 선수가 선발되며, 각각 2021년 6월 21일 (남자), 2021년 6월 28일 (여자)의 세계랭킹을 기준으로 출전 여부가 판가름난다. 각 종목당 세계랭킹 상위 15위까지는 본선진출이 확정되며, 이때 한 국가당 4명씩만 출전할 수 있도록 한다. 인원 기준을 초과하지 않은 국가의 선수 중에서 다시 상위랭킹에 오른 순서대로 선별하여 나머지 나머지 15명의 출전이 확정된다. 국제골프연맹은 개최국 일본과 각 5대륙 (아시아, 유럽, 오세아니아, 아프리카, 아메리카)마다 최소 1명씩 자동 출전할 수 있도록 했다.
연맹 측은 남녀 종목별 세계랭킹을 매주 갱신하여 추려낸 올림픽 출전 선수 목록을 홈페이지에 게시하고 있다.

## 대회 일정
이번 대회의 일정은 다음과 같다.
| R1 | 1라운드 | R2 | 2라운드 | R3 | 3라운드 | R4 | 4라운드 (최종전) |

| 날짜종목  | 7월 29일 | 7월 30일 | 7월 31일 | 8월 1일 | 8월 2일 | 8월 3일 | 8월 4일 | 8월 5일 | 8월 6일 | 8월 7일 |
| --------- | -------- | -------- | -------- | ------- | ------- | ------- | ------- | ------- | ------- | ------- |
| 남자 개인 | R1       | R2       | R3       | R4      |         |         |         |         |         |         |
| 여자 개인 |          |          |          |         |         |         | R1      | R2      | R3      | R4      |

## 참가국
아래는 이번 대회에 참가하는 선수들의 출신국 목록이다. 세계랭킹을 기준으로 삼은 것으로 확정된 목록이 아니다.
- 아르헨티나 (2)
- 오스트레일리아 (4)
- 오스트리아 (3)
- 벨기에 (3)
- 캐나다 (4)
- 칠레 (2)
- 중화인민공화국 (4)
- 중화 타이베이 (3)
- 콜롬비아 (2)
- 체코 (2)
- 덴마크 (4)
- 에콰도르 (1)
- 핀란드 (4)
- 프랑스 (4)
- 독일 (4)
- 영국 (4)
- 홍콩 (1)
- 아일랜드 (4)
- 인도 (2)
- 이탈리아 (4)
- 일본 (4) (개최국)
- 대한민국 (6)
- 말레이시아 (2)
- 멕시코 (4)
- 네덜란드 (1)
- 노르웨이 (3)
- 뉴질랜드 (2)
- 파라과이 (1)
- 필리핀 (3)
- 폴란드 (1)
- 푸에르토리코 (2)
- 남아프리카 공화국 (4)
- 슬로바키아 (1)
- 슬로베니아 (1)
- 스페인 (4)
- 스웨덴 (4)
- 스위스 (2)
- 태국 (4)
- 미국 (8)
- 베네수엘라 (1)
- 짐바브웨 (1)

## 경기 결과

### 메달 순위
| 순위         | 국가          | 금메달 | 은메달 | 동메달 | 합계 |
| ------------ | ------------- | ------ | ------ | ------ | ---- |
| 1            | 미국          | 2      | 0      | 0      | 2    |
| 2            | 슬로바키아    | 0      | 1      | 0      | 1    |
| 2            | 일본          | 0      | 1      | 0      | 1    |
| 4            | 중화 타이베이 | 0      | 0      | 1      | 1    |
| 4            | 뉴질랜드      | 0      | 0      | 1      | 1    |
| 합계 (5개국) | 합계 (5개국)  | 2      | 2      | 2      | 6    |

### 메달리스트
| 종목             | 금                   | 은                         | 동                     |
| ---------------- | -------------------- | -------------------------- | ---------------------- |
| 남자 개인 자세히 | 잰더 샤우플리 · 미국 | 로리 사바티니 · 슬로바키아 | 판정충 · 중화 타이베이 |
| 여자 개인 자세히 | 넬리 코다 · 미국     | 이나미 모네 · 일본         | 리디아 고 · 뉴질랜드   |

## 같이 보기
- 2018년 아시안 게임 골프
- 올림픽 골프